# Jan Endeman
Jan Endeman (Eibergen, 22 mei 1957) is een Nederlands voormalig voetballer die als doelman speelde.
Endeman begon bij Eibergse Boys waar hij op zijn zeventiende debuteerde in het eerste team van de tot Sportclub Eibergen gefuseerde club. Endeman kwam in 1975 bij Go Ahead Eagles. Hij begon daar in het internaat en kwam tussen 1976 en 1978 geregeld aan spelen toe in het eerste team. Zijn debuut was op 18 januari 1976 in de wedstrijd FC Utrecht-Go Ahead Eagles 1-4. Endeman kampte echter geregeld met blessures. In 1977 ging Endeman met de Nederlandse UEFA-jeugd mee naar het Toulon Espoirs-toernooi maar hij debuteerde niet. Hij speelde in 1979 op huurbasis voor Edmonton Drillers in de NASL. Hij keerde terug bij Go Ahead Eagles en raakte in het seizoen 1981/82 wederom geblesseerd waarna hij in 1983 werd afgekeurd voor het spelen van betaald voetbal. Endeman was later actief als keeperstrainer.